# Villetoureix
Villetoureix (okzitanisch Vila Torrés) ist ein südwestfranzösischer Ort und eine Gemeinde (commune) mit 893 Einwohnern (Stand: 1. Januar 2022) im Zentrum des Départements Dordogne in der Region Nouvelle-Aquitaine (vor 2016: Aquitanien). Sie besteht aus dem Hauptort sowie mehreren Weilern (hameaux) und Einzelgehöften (fermes). Die Bewohner werden Villetoureicois und Villetoureicoises genannt.
Die Gemeinde erhielt 2022 die Auszeichnung „Zwei Blumen“, die vom Conseil national des villes et villages fleuris (CNVVF) im Rahmen des jährlichen Wettbewerbs der blumengeschmückten Städte und Dörfer verliehen wird.

## Lage und Klima
Der Ort Villetoureix liegt auf dem Nordufer der Dronne in der alten Kulturlandschaft des Périgord gut 35 km (Fahrtstrecke) nordwestlich von Périgueux bzw. knapp 4 km nordöstlich von Ribérac in einer Höhe von ca. 75 m. Das Klima ist gemäßigt; Regen (ca. 870 mm/Jahr) fällt übers Jahr verteilt.

## Bevölkerungsentwicklung
| Jahr      | 1800 | 1851 | 1901 | 1954 | 1999 | 2015 |
| Einwohner | 879  | 1092 | 863  | 701  | 762  | 904  |

Der kontinuierliche Bevölkerungsrückgang im ausgehenden 19. und in der ersten Hälfte des 20. Jahrhunderts ist im Wesentlichen auf die Reblauskrise im Weinbau und die Mechanisierung der Landwirtschaft zurückzuführen; hinzu kommt die immer noch anhaltende Aufgabe von bäuerlichen Kleinbetrieben. Seit den 1970er Jahren ist die Bevölkerungszahl wieder auf über 900 angestiegen, was hauptsächlich mit der Nähe zur Stadt Ribérac zusammenhängt.

## Wirtschaft
Die Gemeinde ist immer noch in hohem Maße land- und forstwirtschaftlich geprägt; der in früheren Zeiten durchaus bedeutsame Weinbau spielt jedoch nur noch eine untergeordnete Rolle. Im Ort selber haben sich Kleinhändler, Handwerker und Dienstleister niedergelassen. Seit den 1960er Jahren werden einige der leerstehenden Häuser als Ferienwohnungen (gîtes) vermietet.

## Geschichte
Auf dem Gemeindegebiet wurden steinzeitliche Kleinfunde gemacht. Aus gallorömischer Zeit stammt der Rundturm des Château de la Rigale. Die Ortsbezeichnung Villatores findet sich erstmals in einem Dokument des 13. Jahrhunderts. Die örtliche Pfarrkirche wurde im 19. Jahrhundert erbaut.

## Sehenswürdigkeiten
- Die Église Saint-Martin stammt aus dem 12. Jahrhundert; im Lauf der Zeit erlebte sie jedoch zahlreiche Veränderungen, so dass heute nur noch der untere Teil der Vierung und die Außenmauern zweier Joche des Kirchenschiffs original erhalten sind. Im Innern befindet sich ein denkmalgeschützter Tabernakel aus dem 17. Jahrhundert.[4][5]
- Das ehemalige Pfarrhaus (presbytère) und heutige Bürgermeisteramt (mairie) wurde im Jahr 1775 erbaut.[6]

Umgebung
- Das im 17. Jahrhundert erbaute Château de la Rigale befindet sich ca. 1 km östlich des Ortszentrums. Sein Rundturm hat einen Durchmesser von ca. 8 m und ist aus regelmäßigen Natur- und Ziegelsteinlagen (brique et pierre) aufgebaut; mehrere Kreuzstockfenster wurden im 17. Jahrhundert hinzugefügt. Der Turm ähnelt dem Tour de Vésone bei Périgueux und ist – trotz Privatbesitz – seit dem Jahr 1905 als Monument historique klassifiziert.[7][8]
- Ca. 500 m vom Schloss entfernt steht ein von Steinpfeilern gestütztes Taubenhaus (colombier).
- Das Château de Fayolle und seine Kapelle liegen etwa 2 km nordwestlich des Ortes. Es dient heute als B&B-Hotel. Die Kapelle im neoklassischen Stil wurde im ausgehenden 19. Jahrhundert erbaut.[9]

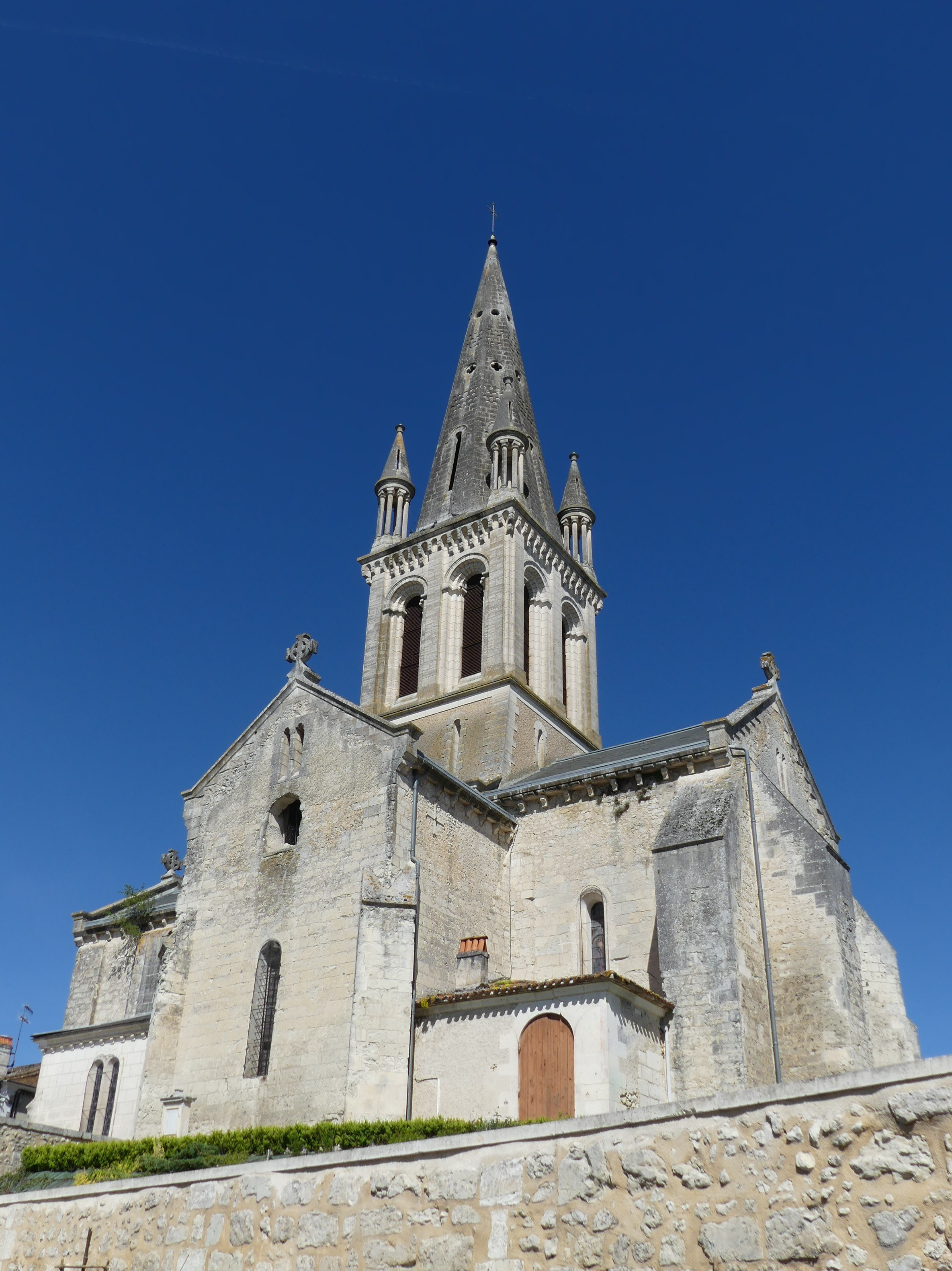
Église Saint-Martin
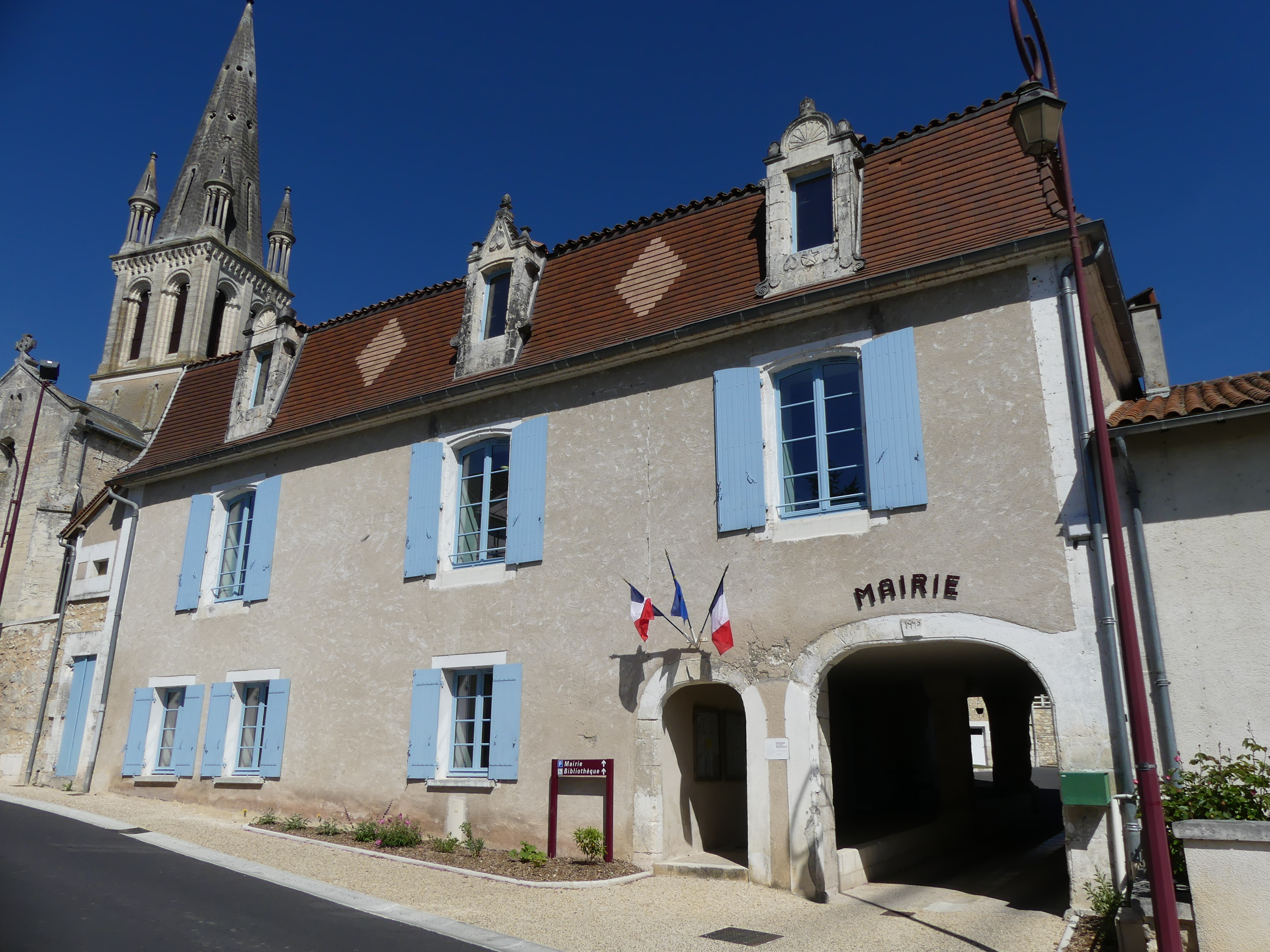
Pfarrhaus (presbytère)
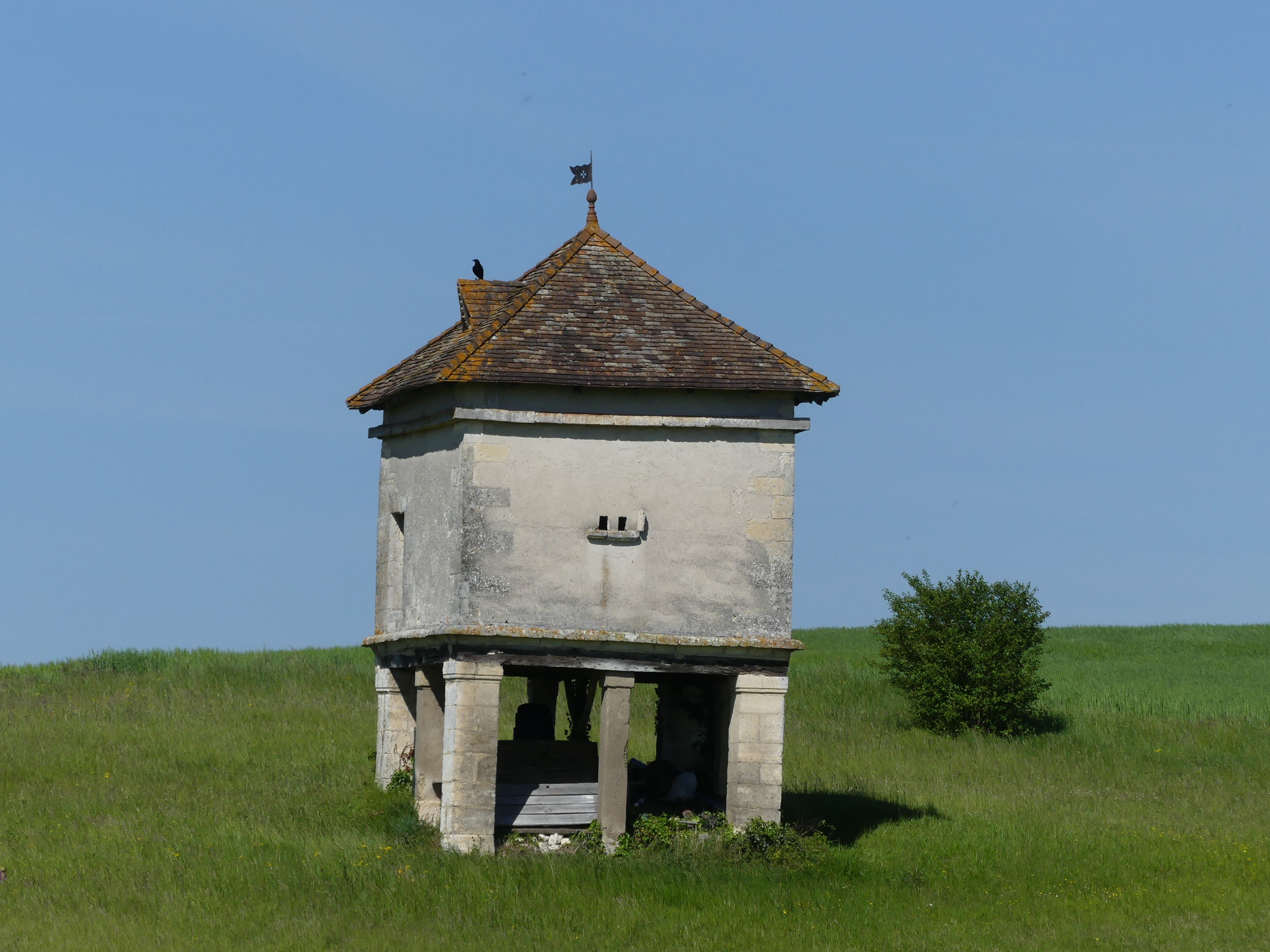
Taubenhaus (colombier)
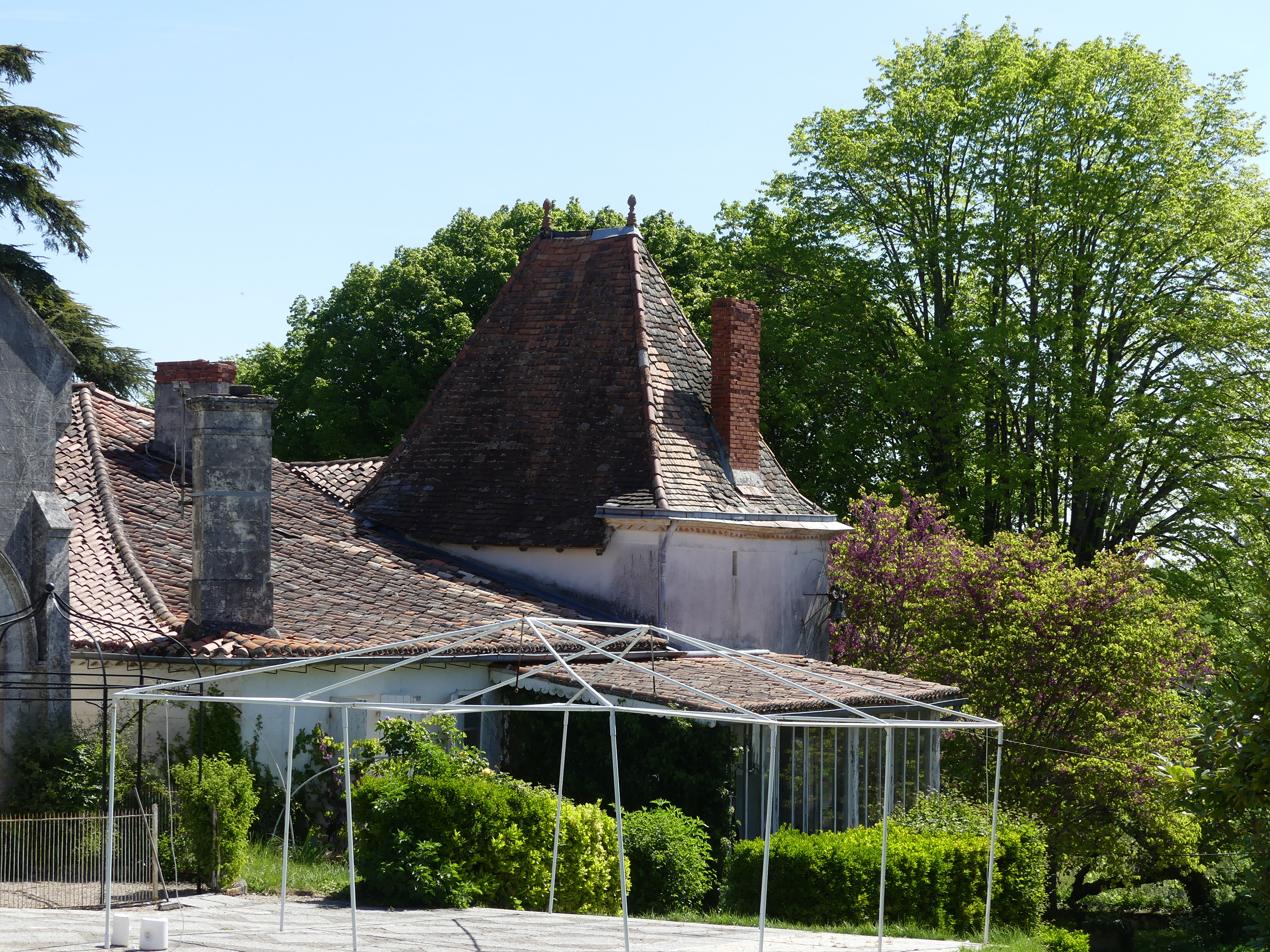
Château de Fayolle
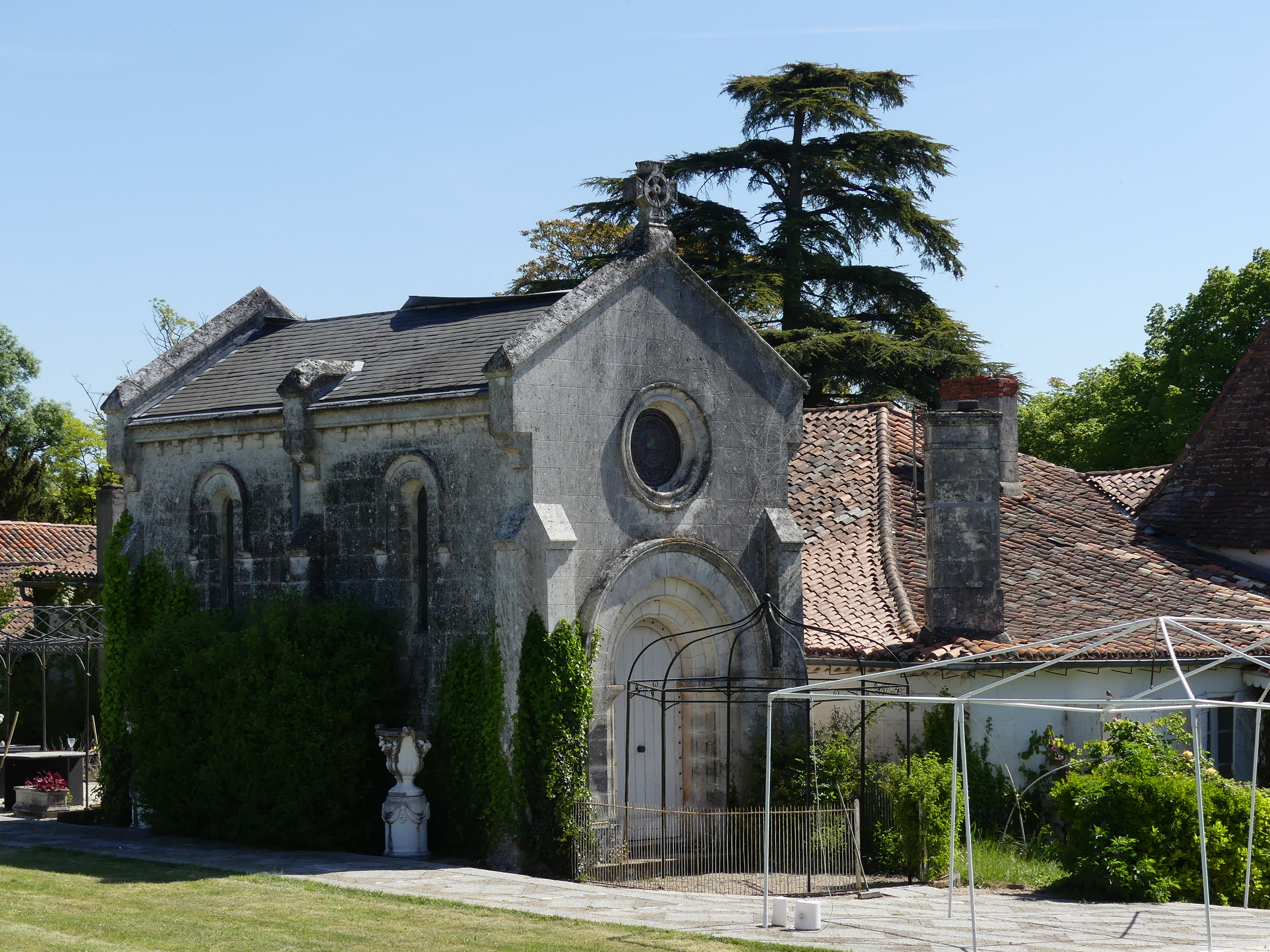
Chapelle de Fayolle

## Persönlichkeiten
- Jean-Claude Daunat (1945–1999), Radrennfahrer